# Marma baeri
Marma baeri là một loài nhện trong họ Salticidae.
Loài này thuộc chi Marma. Marma baeri được Eugène Simon miêu tả năm 1902.